# Chemical Invasion
Albums de Tankard
Zombie Attack
(1986) The Morning After
(1988)
Chemical Invasion est le deuxième album studio du groupe de thrash metal allemand Tankard. L'album est sorti en octobre 1987 sous le label Noise Records.
En 2005, Chemical Invasion est ressorti en version double disque avec le premier album studio de Tankard, Zombie Attack, sorti en 1986.
Certaines paroles de l'album font référence au Reinheitsgebot de 1516 sur la bière en Allemagne.
Le dernier titre de l'album, Alcohol, est une reprise du groupe de Punk hardcore américain Gang Green.

## Musiciens
- Andreas "Gerre" Geremia - chant
- Axel Katzmann - guitare
- Andy Bulgaropulos - guitare
- Frank Thorwarth - basse
- Oliver "O.W." Werner - batterie

## Liste des morceaux
1. Intro (0:17)
2. Total Addiction (3:26)
3. Tantrum (3:15)
4. Don't Panic (4:25)
5. Puke (0:58)
6. For A Thousand Beers (7:23)
7. Chemical Invasion (5:27)
8. Farewell To A Slut (4:10)
9. Traitor (7:56)
10. Alcohol (2:11) (reprise du groupe Gang Green)